# Henry Wellington Greatorex
Henry Wellington Greatorex (* 1816, Burton upon Trent, England; † September 1858, Charleston, South Carolina) war ein englisch-amerikanischer Musiker.

## Leben
Greatorex wurde 1816 in Burton upon Trent, England, geboren. Er erhielt eine umfassende musikalische Ausbildung durch seinen Vater, Thomas Greatorex, der lange Jahre Organist an der Westminster Abbey war, sowie Dirigent des Londoner „Concerts of ancient Music“. Henry Greatorex kam 1839 in die Vereinigten Staaten. 1849 heiratete er die Künstlerin Eliza Pratt. Bevor er sich in New York City als Musiklehrer und Organist an der Calvary Church niederließ, wirkte er als Organist in Kirchen in Hartford, Connecticut (Center Church und St. John’s Episcopal Church, West Hartford). Greatorex sang häufig in Konzerten und Oratorien. Einige Jahre lang war er Organist und Dirigent des Chors an der St. Paul’s Chapel.
Greatorex hatte großen Einfluss auf den musikalischen Standard der Kirchenmusik in den Vereinigten Staaten. Auf dem Land waren vor allem triviale Melodien von Singing-School Lehrern verbreitet und die gesellige Rhythmen von ausländischen Komponisten wurden zu den Texten der Hymnbooks gesungen. Greatorex veröffentlichte eine Collection of Psalm and Hymn Tunes, Chants, Anthems, and Sentences. (Boston, 1851). Eine von Greatorexs bekanntesten Kompositionen ist ein Arrangement des Gloria Patri, welches in protestantischen Denominationen in den Gottesdiensten noch heute oft für die Doxologie Verwendung findet.
Greatorex starb im September 1858 in Charleston, South Carolina. Seine Töchter Kathleen und Eleanor wurden wie ihre Mutter ebenfalls Künstlerinnen.